# Еглинка (приток Тосны)
Ёглинка (в верховье Чёрная) — река в России, протекает по Тосненскому району Ленинградской области. Устье реки находится в 73 км от устья реки Тосны по левому берегу, севернее деревни Гришкино. Исток — в Лысцовском озере. Протекает через Чёрное озеро. Длина реки составляет 37 км, площадь водосборного бассейна — 269 км².

## Притоки
- Кастенка (лв, 2,2 км от устья)
- Суровский (лв)
- Веретинка (пр)

## Населённые пункты
- Деревня Гришкино
- Деревня Ёглино

## Данные водного реестра
По данным государственного водного реестра России относится к Балтийскому бассейновому округу, водохозяйственный участок реки — Нева, речной подбассейн реки — Нева.
Код объекта в государственном водном реестре — 01040300312102000008784.